# Алоизи Мазелла, Бенедетто
Бенедетто Алоизи Мазелла (итал. Benedetto Aloisi Masella; 29 июня 1879, Понтекорво, королевство Италия — 30 сентября 1970, Рим, Италия) — итальянский куриальный кардинал и ватиканский дипломат. Титулярный архиепископ Кесарии Мавританской с 15 декабря 1919 по 18 февраля 1946. Апостольский нунций в Чили с 20 ноября 1919 по 26 апреля 1927. Апостольский нунций в Бразилии с 26 апреля 1927 по 18 февраля 1946. Архипресвитер патриаршей Латеранской базилики с 27 октября 1954 по 30 сентября 1970. Префект Священной Конгрегации Дисциплины Таинств с 27 октября 1954 по 11 января 1968. Камерленго Святой Римской Церкви с 9 октября 1958 по 30 сентября 1970. Камерленго Священной Коллегии Кардиналов с 19 марта 1962 по 26 сентября 1964 и с 19 марта 1967 по 1968. Кардинал-священник с 18 февраля 1946, с титулом церкви Санта-Мария-ин-Валичелла с 22 февраля 1946 по 28 июня 1948. Кардинал-епископ Палестрины с 28 июня 1948 по 30 сентября 1970.
Участвовал в работе Второго Ватиканского собора.
На момент исполнения обязанностей главы Ватикана, в качестве камерленго, в период Sede Vacante, после кончины папы Иоанна XXIII и до избрания Павла VI, с 3 июня по 21 июня 1963 года являлся самым пожилым действующим главой государства на планете.